# Aarão Sellg
Aarâo Sellg ou  Aaron Selig Ben Moses de Zolkiev foi um rabino russo do século XVII, nasceu em Zhovkva. É autor de uma obra intitulada: Amude Xebá (As sete colunas), publicada em Cracóvia, 1636.